# Магн Максим
Магн Максим (лат. Magnus Clemens Maximus, валл. Macsen Wledig, ок. 335 — 27 августа 388) — император-узурпатор Запада Римской империи в 383—388 годах.
Римский полководец в Британии Магн Максим поднял восстание в 383 году против императора Грациана. После убийства Грациана, Магн Максим разделил по мирному соглашению правление над Западом Римской империи с братом убитого, юным императором Валентинианом II. В 387 году узурпатор изгнал Валентиниана из Италии, став единственным правителем всей Западной Римской империи. В 388 году в результате интервенции императора Востока Римской империи Феодосия Великого Магн Максим был захвачен в плен и казнён.
В средневековой валлийской традиции Максим превозносится как могучий государь из Британии Максен Вледиг, ставший императором Рима и родоначальником валлийских королей.

## Биография

### Начальная биография
О происхождении и начальной биографии Магна Максима сохранилось крайне мало достоверных сведений. Со слов Зосимы известно, что он был родом из Испании и участвовал вместе с будущим императором Феодосием в походе против восставших варварских племён в Британии в 368 году. Возможно связан дальними родственными узами с Феодосием.
Некоторые историки отождествляют Магна Максима с военачальником Максимом, который упоминается у Аммиана Марцеллина в одном месте как офицер, посланный арестовать казнокрада в Северной Африке в 373 году, а в другом месте как безответственный командир, назначенный следить за переправой го́тов через Дунай в 377 году. Так как имя Максим было очень распространено в Римской империи, большинство историков предпочитает начинать биографию узурпатора с мятежа в Британии.
«Галльская хроника 452 года» отмечает победу Максима примерно в 381 году над вторгшимися в римские владения в Британии пиктами и скоттами.
В январе 383 года в Римской империи было 4 законных императора. На западе делили власть Грациан и его малолетний брат Валентиниан II, на востоке правил Феодосий I Великий с сыном Аркадием, которого в целях преемственности власти отец только что провозгласил августом.

### Захват власти. 383 год
В 383 году римские легионы, расквартированные в Британии, провозгласили своего командующего Магна Максима императором. Аврелий Виктор и Зосима считали, что солдаты ненавидели императора Грациана из-за его стремления нанимать на военную службу варварские отряды аланов в ущерб римским легионерам. Зосима пишет также о ревности Максима к успеху своего бывшего сослуживца Феодосия, которого Грациан возвёл в 379 году в императоры Востока Римской империи.
С другой стороны, Орозий и Сульпиций Север сообщают о том, что солдаты заставили Максима против его воли принять знаки императорского достоинства. Орозий высоко оценил достоинства претендента на императорскую власть: «Максим, муж деятельный и в принципе достойный императорской власти, если бы не добился её тираническим путём и вопреки присяге.»
Максим с армией высадился в устье Рейна. Часть римских войск в Галлии перешла на его сторону. Грациан встретился с войсками узурпатора под Парижем, где нерешительные столкновения продолжались 5 дней. Затем к Максиму перешла мавританская конница Грациана, остальные его солдаты также стали склоняться к переходу. Проспер Аквитанский сообщил об измене командующего армией Грациана, франка Меробавда. Другой военачальник Грациана, Валлио, был позже казнён Максимом. Грациан бежал от своей армии с конным отрядом в 300 всадников. В погоню за ним Максим отправил своего начальника конницы Андрагафия, который настиг и убил императора 25 августа 383 года под Лугдунумом (совр. франц. Лион).
Амвросий Медиоланский в сохранившемся письме к императору Валентиниану от 387 года дал отчёт о визите к Магну Максиму, где ретроспективно затронул события зимы 383 года. Полководец Валентиниана франк Баутон организовал охрану альпийских горных переходов, ведущих из Галлии в Италию. На помощь Валентиниану Баутон вызвал отряды аланов и гуннов. С наёмными войсками Баутон проник в земли аламаннов и угрожал атаковать Галлию с этого направления, что вероятно и удержало Максима от вторжения в Италию. Максим послал своего комита Виктора к Амвросию, чтобы передать императору Валентиниану предложения о мире. Максим также предложил Валентиниану явиться к нему в Галлию как сын к отцу, что было решительно отвергнуто. После достижения мирного соглашения с узурпатором Валентиниан заплатил аланам и гуннам золотом и отправил варваров назад.

### Император Запада.384 год
Император Валентиниан признал Максима в качестве легитимного правителя в Галлии, Испании и Британии, взамен сохраняя власть над Италией и, возможно, Африкой. Восточная часть его владений, балканские провинции в Иллирике, фактически отошли под контроль императора Феодосия.
Максим также получил признание от императора Востока Феодосия, хотя последний, по словам Зосимы, сразу же стал скрытно готовиться к войне и усыплять бдительность узурпатора, к примеру возведением статуи Максима в Александрии. Нет сведений о враждебных действиях Феодосия по отношению к узурпатору, сам Максим был уверен в дружбе с императором Востока.
После казни Максима его заклеймили узурпатором и убрали имя из всех официальных документов. Однако сохранились свидетельства о признании его при жизни другими императорами в качестве равного. В Константинополе стали чеканить золотые монеты с изображением Максима-императора. В 386 году консульские отличия разделили начальник гвардии Максима Эводий и сын Феодосия Гонорий.

### Правление. 384—387 годы
Магн Максим достаточно эффективно правил в подвластных ему провинциях, сделав своей столицей Тревиры. В Лондоне и Галлии чеканились монеты, собирались налоги, набеги варваров (франков) отбивались. Орозий заметил, что Максим, «устрашив свирепейшие германские племена одним лишь своим именем, взимал с них дань и налоги.» Живший в правление Максима епископ Сульпиций Север дал благоприятный отзыв о нём, несмотря на традицию очернять низверженных узурпаторов: «хороший человек в разных отношениях, но испорченный советами епископов.»
Своего малолетнего сына Виктора Максим провозгласил императором-соправителем в ранге августа.
В конце IV века римские императоры стали вмешиваться в процесс формирования идеологии христианства, подавляя силой государства еретические учения. Последователь кафолической (зафиксированной на Никейском соборе) формы христианства император Максим, крещённый незадолго до 384 г., решил расправиться со сторонниками епископа Присциллиана, еретическое учение которого манихейского толка было широко распространено в городах Испании. Присциллиан и его ближайшие единомышленники были отданы под суд. По свидетельству Сульпиция Севера епископ Тура Мартин просил Максима не применять к ним смертной казни, а ограничиться лишением церковного сана, в чём ему было обещано императором. Однако под внушением других епископов Максим не сдержал слова, Присциллиан был казнён. Такое вмешательство власти в дела церкви вызвало раскол среди духовенства, в то время как ересь Присциллиана продолжала распространяться ещё шире.
В это время в Италии юный император Валентиниан под влиянием матери Юстины пытался поддержать арианство, вступив в прямой конфликт со сторонником ортодоксального (кафолического) христианства епископом Амвросием. Максим использовал в своих целях спор о вере. Сохранилось два письма Максима — императору Валентиниану II и папе Сирицию. В письме Валентиниану Максим выражает озабоченность религиозными симпатиями юного императора и настойчиво советует ему не смущать своих подданных ересью. Летом 387 года он, нарушив соглашение о разделе власти, двинул войска в северную Италию. Причину для смещения Валентиниана Максим озвучил как борьбу за веру отцов, хотя в переговорах с Амвросием в том же году он выражал недовольство тесными сношениями Валентиниана с императором Феодосием. Амвросий в своих письмах признаёт, что Валентиниан действительно советовался по всем важным вопросам с императором Востока.
Зосима рассказал про уловку, которую задумал Максим, чтобы беспрепятственно пересечь с армией альпийские проходы из Галлии в Италию. Доверенное лицо Валентиниана, Домнин, получил богатые подарки во время посольства к Максиму. Более того, Максим отправил с Домниным отряд как военную помощь для войны с варварами в Паннонии. Вслед за Домнином, тем же путём, двинулся Максим с армией, задерживая всех путников. Так Максим сумел без сопротивления войти в Италию.
Римский сенат признал нового императора Италии, народ также спокойно принял его.
Валентиниан с семьей бежал под защиту Феодосия в Фессалоники.

### Свержение. 388 год
Политическая заинтересованность изгнанного Валентиниана и Феодосия друг в друге укрепилась в конце 387 года женитьбой Феодосия на Галле, сестре Валентиниана.
В 388 году началась война против Максима. Римский наместник в Северной Африке Гильдон захватил Сицилию, оттянув часть сил Максима на южный театр боевых действий. Феодосий разбил армию Максима, которой командовал его брат Марцеллин, в Сисции (на реке Сава, в совр. Хорватии) и Поэтовионе, после чего его армия подошла к восточным Альпам. Альпийские проходы на север Италии охранял военачальник Максима Андрагафий, который возвёл укрепления и занял все возможные места переправ через реки. Андрагафий решил совершить морской рейд, чтобы внезапно напасть на противника, но Феодосий воспользовался этим и без сопротивления преодолел Альпы, оставленные без должной защиты.
Войска Максима оказались не готовы к прорыву. Преследуя их, солдаты Феодосия ворвались в хорошо укреплённый город Аквилею, где находился сам Максим. Его захватили прямо на троне и доставили за город к Феодосию, который 27 августа 388 года приказал обезглавить узурпатора. В изложении Сократа Схоластика и следующего ему Созомена Максим пал жертвой измены собственных солдат.
Андрагафий, узнав о смерти Максима, бросился с корабля в море. Военачальник Феодосия Арбогаст захватил и казнил в Галлии сына Максима августа Виктора. О его дочерях Феодосий позаботился и даже выделил деньги из казны для его матери. Пакат Дрепаний в своём панегирике Феодосию сообщает, что Максим «хвастался родством с тобой и твоим благорасположением». В каком именно «родстве» находился Максим с Феодосием, неизвестно, но, по словам того же Паката, увидев пленного Максима, Феодосий опустил глаза, покраснел и «начал говорить с сочувствием»: Максим якобы был казнён приближёнными Феодосия практически против его желания.

## «Родоначальник» валлийских королей

### Рождение традиции
Первые раннесредневековые историки Британии Гильда Мудрый («О разорении Британии», VI век) и Беда Достопочтенный («Церковная история народа англов», VIII век) упомянули о Максиме как о тиране, который увёл лучших воинов, цвет бриттов, в Галлию, откуда те уже не вернулись, оставив Британию беззащитной перед разрушительными вторжениями северных варваров, скоттов и пиктов. Ненний («История бриттов», конец VIII века) в целом повторил предшественников в части, касающейся Максима, с добавлением сведений из хроники Проспера. Хотя римская администрация продолжала оставаться в Британии до 407 года, имя Максима в средневековой литературной традиции стало ассоциироваться с последним великим римским правителем на острове, после которого возникли местные королевские династии.
Гильда упомянул про бедствия бриттов в 430-е годы, когда «гордый правитель» (superbo tyranno) согласился пригласить саксов на остров для защиты от скоттов и пиктов. Спустя два века у Беды, который во многом копировал Гильду, титул «гордый правитель» превратился в имя короля Вортигерна, неизвестного из более ранних источников. По предположению одних исследователей Вортигерн является калькой с валлийского Gwr-teyrn, то есть «верховный правитель», хотя другие допускают существование британского короля с таким именем.
В IX веке уже существует валлийская традиция рассматривать Максима как родоначальника королевского рода в Уэльсе. Латинская надпись на колонне Pillar of Eliseg (ок. 850 года) гласит, что Севира, дочь Магна Максима, родила королю Вортигерну (Guarthi[girn]) сына Брита.

### В валлийской традиции
Магн Максим известен в средневековой валлийской традиции как Максен Вледиг (валл. Macsen Wledig), то есть Максим Король. В частности, в повести «Видение Максена Вледига», приуроченной к циклу «Мабиноги», Максен представлен единовластным римским императором. Согласно этой традиции, женой Максена была Елена, дочь бриттского вождя из Сегонция — римского города неподалёку от современного Карнарвона. Как сыновья Максена рассматриваются в валлийской традиции святой Пеблиг (Публиций) и герой Оуайн ап Максен, чьё имя встречается в триадах, а в поздней легенде, записанной Эдвардом Ллуйдом, связано с крепостью Динас-Эмрис.
Магн Максим также фигурирует как Максимин в «Истории королей Британии» (1-я половина XII века) Гальфрида Монмутского, однако Гальфрид во введении к своему сочинению ясно дал понять о том, что у него не было иных источников по истории Британии, кроме трудов Гильды и Беды. По Гальфриду, дядя британской королевы Елены, бритт Иоелин, был отцом Максимина, а сам Максимин стал римским сенатором благодаря родству по матери с римскими императорами. Король Британии Октавий выдал за него дочь и передал королевство. После чего Максимин покорил Галлию, уничтожая всех захваченных мужчин: «Столицей своей империи он повелел считать город треверов и распалился таким гневом на двух императоров, Грациана и Валентиниана, что один был им умерщвлён, а другого он принудил бежать из Рима.». Позже Максимина убили в Риме.

### Современная литература

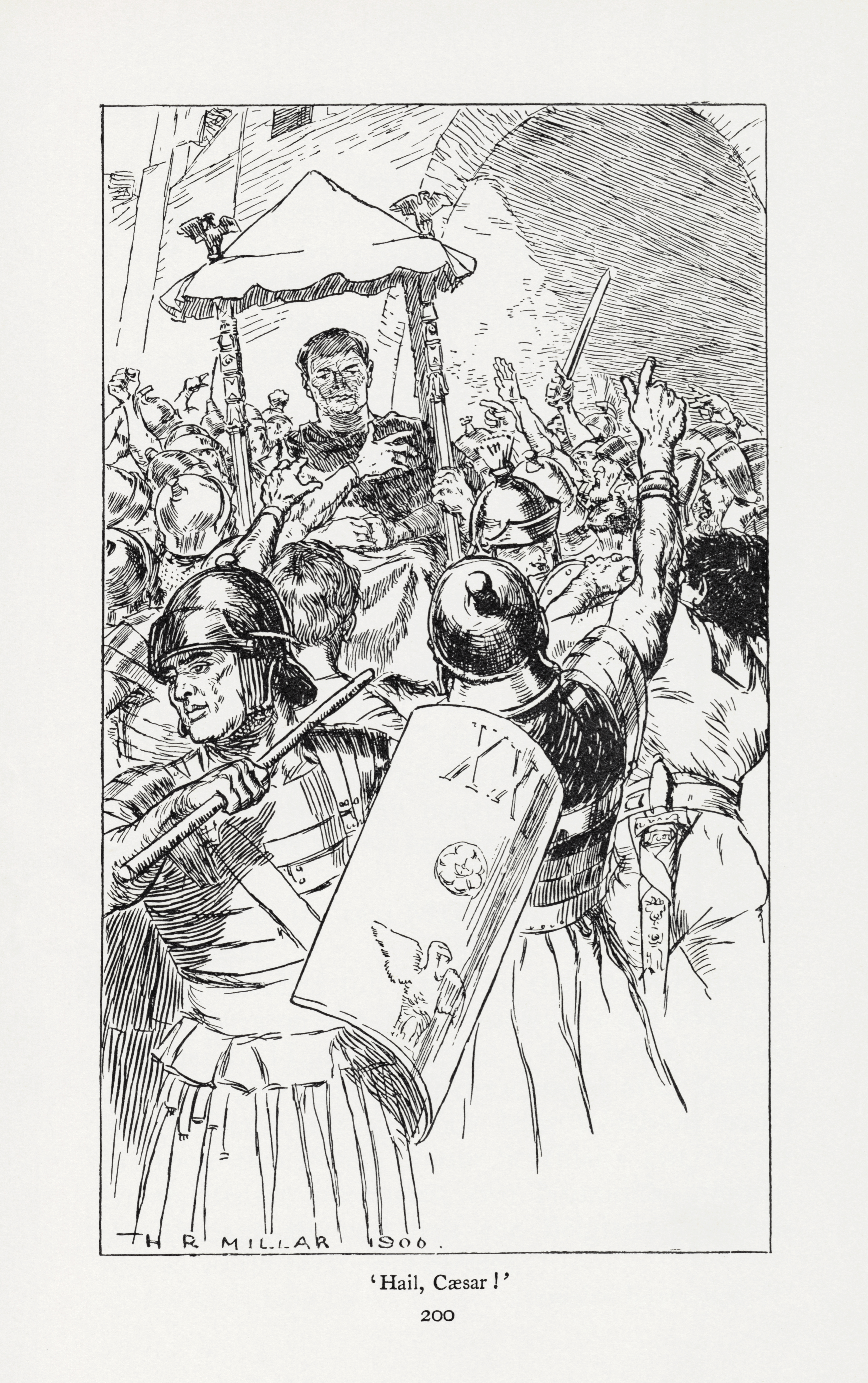
Славься, цезарь!. Иллюстрация Гарольда Роберта Миддара к Крылатым шлемам.

Редьярд Киплинг написал три рассказа о солдатах, служивших под началом Максима: «Центурион Тринадцатого», «На великой стене», «Крылатые шлемы». Они вошли в цикл «Пэк с Холмов».
Иногда утверждается, что меч Магна Максима впоследствии достался королю Артуру и был назван Эскалибуром. Эта легенда, например, положена в основу романа Мэри Стюарт «Полые холмы» из цикла «Жизнь Мерлина».
Валлийский певец Дэфидд Иван (англ.) посвятил Максиму свою песню «Всё ещё здесь» (англ.) (валл. Yma o Hyd).